# Taylor Phinney
Taylor Phinney (Boulder, 27 juni 1990) is een voormalig Amerikaans baan- en wegwielrenner. Hij is de zoon van voormalig wielrenner Davis Phinney en voormalig wielrenster en schaatsster Connie Carpenter-Phinney. Phinney werd in 2009 en 2010 wereldkampioen op de individuele achtervolging.

## Carrière
Phinney kende zijn grote doorbraak in 2007 toen hij in Aguascalientes wereldkampioen tijdrijden bij de junioren werd op de weg. In hetzelfde jaar werd hij ook nog Amerikaans kampioen individuele achtervolging op de baan.
In juli 2008 werd Phinney voor het eerst wereldkampioen op de baan, in de juniorencategorie veroverde hij het goud op de individuele achtervolging. Enkele dagen later slaagde hij er niet in zijn wereldtitel tijdrijden op de weg te verdedigen, hij veroverde het brons op acht seconden van winnaar Michał Kwiatkowski.
Nog geen maand later mocht hij de Verenigde Staten vertegenwoordigen op de Olympische Spelen in Peking. Hij werd zevende op de individuele achtervolging.
Bij de profs gooide hij hoge ogen bij de wereldkampioenschappen baanwielrennen 2009, hij won goud op de individuele achtervolging en zilver op de kilometer.
Later dat seizoen won hij op de weg Parijs-Roubaix voor belofterenners. Hij is de eerste Amerikaan ooit die deze wedstrijd won.
In 2010 verdedigde hij bij de wereldkampioenschappen met succes zijn titel op de individuele achtervolging. In de finale rekende hij af met zijn ploeggenoot bij Trek-Livestrong Jesse Sergent. Hij won ook brons om het onderdeel omnium. Op 3 september 2010 werd bekend dat verschillende wielerploegen geïnteresseerd zijn in Phinney, waaronder BMC en de nieuwe Luxemburgse wielerploeg van de broers Andy en Fränk Schleck. Hij werd per 1 augustus 2010 als stagiair toegevoegd aan de ploeg van Team RadioShack. Op 18 september werd Phinney Amerikaanse kampioen tijdrijden bij de elite. Op 29 september werd hij wereldkampioen tijdrijden voor beloften in Geelong, Australië.
Vanaf 2011 rijdt Phinney voor het Amerikaanse BMC Racing Team. Hij won de eerste etappe (een individuele tijdrit) in de Ronde van Italië van 2012 en reed daarna enkele dagen in de roze trui. Tijdens de Olympische Spelen in Londen was Phinney twee keer dicht bij een medaille: zowel in de wegrace als in de individuele tijdrit werd hij vierde. Het WK wielrennen in Limburg bracht de Amerikaan tweemaal zilver: in de ploegentijdrit werd hij met zijn ploeg BMC tweede achter Omega Pharma-Quickstep en in de individuele tijdrit werd hij tweede op slechts vijf seconden van winnaar Tony Martin.
In mei 2014, tijdens het Amerikaans Kampioenschap wielrennen, liep Phinney een zware beenbreuk op. Hij maakte zijn rentree pas 15 maanden later, tijdens de Ronde van Utah in augustus 2015. Kort na zijn rentree won hij al de eerste etappe van de Ronde van Colorado.
In 2016 nam Phinney deel aan de wegwedstrijd op de Olympische Spelen in Rio de Janeiro, maar reed deze niet uit. Vier dagen later eindigde hij op plek 22 in de tijdrit.
Eind 2019 liet hij weten dat hij zijn carrière beëindigde.

## Privé
Taylor Phinney heeft een relatie met de Poolse wielrenster Katarzyna Niewiadoma.

## Baanwielrennen

### Palmares
| Jaar       | AK                                   | WK                     | Overig                             |
| Als junior | Als junior                           | Als junior             | Als junior                         |
| ---------- | ------------------------------------ | ---------------------- | ---------------------------------- |
| 2008       |                                      | achtervolging          |                                    |
| Als elite  |                                      |                        |                                    |
| 2007       | achtervolging                        |                        |                                    |
| 2008       | (ploegen)achtervolging · km          |                        | WB L.A.: achtervolging             |
| 2009       | (ploegen)achtervolging · puntenkoers | achtervolging · km     | WB Kopenhagen: achtervolging en km |
| 2010       |                                      | achtervolging · omnium |                                    |

## Wegwielrennen

### Overwinningen
2007
Proloog en 2e etappe (ploegentijdrit) Tour de l'Abitibi
Eindklassement Tour de l'Abitibi
 Wereldkampioen tijdrijden, Junioren
2008
3e etappe B Tour du Pays de Vaud (individuele tijdrit)
2009
Parijs-Roubaix, Beloften
2010
Parijs-Roubaix, Beloften
4e etappe Ronde van de Gila
Proloog Ronde van de Toekomst
 Wereldkampioen tijdrijden, Beloften
2009
Proloog Flèche du Sud
2010
3e etappe Triptyque des Monts et Châteaux
Proloog, 1e, 2e en 6e etappe (individuele tijdrit) Olympia's Tour
Eindklassement Olympia's Tour
Proloog en 3e etappe (individuele tijdrit) Ronde van Utah
 Amerikaans kampioen tijdrijden, Elite
2011
Proloog Eneco Tour
2012
1e etappe Ronde van Trentino (ploegentijdrit)
Proloog Ronde van Italië
7e etappe USA Pro Cycling Challenge (individuele tijdrit)
2013
1e etappe Ronde van Qatar (ploegentijdrit)
4e etappe Ronde van Polen
2014
1e etappe Ronde van Dubai (individuele tijdrit)
Eindklassement Ronde van Dubai
5e etappe Ronde van Californië
 Amerikaans kampioen tijdrijden, Elite
2015
1e etappe USA Pro Cycling Challenge
2016
1e etappe Tirreno-Adriatico (ploegentijdrit)
 Amerikaans kampioen tijdrijden, Elite
5e etappe Eneco Tour (ploegentijdrit)

### Resultaten in voornaamste wedstrijden
| Jaar | Ronde van Italië | Ronde van Frankrijk | Ronde van Spanje |
| ---- | ---------------- | ------------------- | ---------------- |
| 2011 |                  |                     | opgave           |
| 2012 | 155e (1)         |                     |                  |
| 2013 | opgave           |                     |                  |
| 2014 |                  |                     |                  |
| 2015 |                  |                     |                  |
| 2016 |                  |                     |                  |
| 2017 |                  | 159e                |                  |
| 2018 |                  | 136e                |                  |
| 2019 |                  |                     |                  |

| Jaar | Milaan-San Remo | Gent-Wevelgem | Ronde van Vlaanderen | Parijs-Roubaix | Omloop Het Nieuwsblad | Parijs-Tours |  | WK op de weg |  | Wereldranglijsten |
| ---- | --------------- | ------------- | -------------------- | -------------- | --------------------- | ------------ |  | ------------ |  | ----------------- |
| 2011 |                 |               |                      |                |                       | 23e          |  | 24e          |  | 67e (UWT)         |
| 2012 | 113e            | 94e           |                      | 15e            | 44e                   |              |  | 98e          |  | 118e (UWT)        |
| 2013 | 7e              | 41e           |                      | 23e            | 78e                   |              |  | opgave       |  | 96e (UWT)         |
| 2014 |                 | 22e           | 40e                  | 30e            | 7e                    |              |  |              |  |                   |
| 2015 |                 |               |                      |                |                       |              |  | 85e          |  |                   |
| 2016 |                 | 33e           | 61e                  | 49e            |                       |              |  | 43e          |  |                   |
| 2017 |                 |               | opgave               |                |                       |              |  |              |  |                   |
| 2018 | 154e            | 136e          | 100e                 | 8e             |                       |              |  |              |  |                   |
| 2019 |                 |               | opgave               | opgave         |                       |              |  |              |  |                   |

Phinney droeg 1 etappe de bolletjestrui in de Ronde van Frankrijk van 2017.

## Ploegen
- 2009 –  Trek Livestrong
- 2010 –  Trek Livestrong U23
- 2010 –  Team RadioShack (stagiair vanaf 1-8)
- 2011 –  BMC Racing Team
- 2012 –  BMC Racing Team
- 2013 –  BMC Racing Team
- 2014 –  BMC Racing Team
- 2015 –  BMC Racing Team
- 2016 –  BMC Racing Team
- 2017 –  Cannondale Drapac Professional Cycling Team
- 2018 –  Team EF Education First-Drapac p/b Cannondale
- 2019 –  EF Education First Pro Cycling

Armstrong ·
Beppu ·
Bewley ·
Brajkovič ·
Busche ·
Hermans ·
Horner ·
Impey ·
Irizar ·
Fuyu (tot 30/04) ·
Klöden ·
Leipheimer ·
Lequatre ·
Machado · 
McCartney ·
Moeravjov ·
Paulinho ·
Popovytsj ·
Rast ·
Rosseler ·
Rovny ·
Rubiera ·
Selander ·
Steegmans ·
Vaitkus ·   
Zubeldia ·
Avery (stagiair) ·
Phinney (stagiair) ·
Sergent (stagiair) 
Ballan ·
Barton · 
Beyer ·
Bookwalter · 
Burghardt ·
Butler ·
Eijssen · 
Evans ·
Frank · 
Hincapie ·
Kohler ·
Kristoff ·
Kroon ·
Louder ·
Moinard ·
Morabito ·
Murphy ·
Phinney ·
Quinziato ·
Roe ·         
Santambrogio ·
Santaromita ·
Schär ·
Tschopp ·
Van Avermaet ·
Wyss ·
Zahner
Ballan ·
Blythe · 
Bookwalter · 
Burghardt ·
Cummings ·
Eijssen · 
Evans ·
Frank · 
Gilbert  ·
Hincapie ·
Hushovd ·
Kohler ·
Lodewyck ·
Moinard ·
Morabito ·
Phinney ·
Pinotti ·
Quinziato ·
Roe ·         
Santambrogio ·
Santaromita ·
Schär ·
Tschopp ·
Van Avermaet ·
Van Garderen ·
Wyss ·
Flückiger (stagiair) ·
Warbasse (stagiair) 
Ballan · 
Blythe · 
Bookwalter · 
Burghardt · 
Cummings · 
Eijssen · 
Evans · 
Frank · 
Gilbert  · 
Hushovd · 
Kohler · 
Lander · 
Lodewyck · 
Moinard · 
Morabito · 
Nerz · 
Oss · 
Phinney · 
Pinotti · 
Quinziato · 
Santaromita · 
Schär · 
Van Avermaet · 
Van Garderen · 
Warbasse · 
Wyss · 
Dillier (stagiair) · 
Novák (stagiair) · 
Taramarcaz (stagiair) 
Atapuma · Bookwalter · Burghardt · Cummings · Dennis · Dillier · Eijssen · Evans · Gilbert · Hermans · Hushovd · Kohler · Lander · Lodewyck · Moinard · Morabito · Nerz · Oss · Phinney · Quinziato · Sánchez · Schär · Stetina · Van Avermaet · Van Garderen · Velits · Warbasse · Wyss · Zabel · Davison (stagiair) · Teuns (stagiair) · Vliegen (stagiair) 
Atapuma · Bookwalter · Burghardt · Caruso · De Marchi · Dennis · Dillier · Drucker · Evans · Flakemore · Gilbert · Hermans · Küng · Lodewyck · Moinard · Oss · Phinney · Quinziato · Rosskopf · Sánchez · Schär · Senni · Stetina · Teuns · Van Avermaet · Van Garderen · Velits · Vliegen · Wyss · Zabel · Bohli (stagiair) · Frankiny (stagiair) · Gerts (stagiair)
Atapuma · Bohli · Bookwalter · Burghardt · Caruso · De Marchi · Dennis · Dillier · Drucker · Gerts · Gilbert · Hermans · Küng · Moinard · Oss · Phinney · Porte · Quinziato · Rosskopf · Sánchez · Schär · Senni · Teuns · Van Avermaet  · Van Garderen · Velits · Vliegen · Wyss · Zabel · Eisenhart (stagiair) · Lienhard (stagiair)
van Baarle · Bettiol · Bevin · Brown · Canty · Carthy · S. Clarke · W. Clarke · Craddock · Dombrowski · Formolo · Howes · Koren · Langeveld · Mullen · Phinney · Rolland · Scully · Skujiņš · Slagter · Talansky · Urán · Van Asbroeck · Vanmarcke · Villella · Wippert · Woods · Monk (stagiair)
Breschel · Brown · Canty · Cardona · Carthy · S. Clarke · W. Clarke · Craddock · Docker · Dombrowski · Howes · Langeveld · Magnusson · Martínez · McLay · Modolo · Moreno · Owen · Phinney · Rolland · Scully · Urán · Van Asbroeck · Vanmarcke · Woods
Bennett · van den Berg · Bettiol · Breschel · Brown · Caicedo · Carthy · Clarke · Craddock · Docker · Dombrowski · Higuita · Hofland · Howes · Kangert · Langeveld · Martínez · McLay · Modolo · Morton · Owen · Phinney · Scully · Urán · van Garderen · Vanmarcke · Villalobos · Whelan · Woods
- Library of Congress Control Number: no2012031408
- Virtual International Authority File: 233089978
- WorldCat: E39PBJqk6x9XPbqcPYYCxgCbBP